# Општина Соколац
Општина Соколац је општина у Републици Српској, БиХ. Сједиште општине се налази у Сокоцу. Општина Соколац је једна од општина града Источно Сарајево. Према подацима Агенције за статистику Босне и Херцеговине на попису становништва 2013. године, у општини је пописано 12.021 лицe.

## Географија
Највећи дио општине се налази на планини Романији, и обухвата Гласиначко поље. Од истражених пећина на простору општине су најпознатије Новакова пећина, Пећина под липом, и Гирска пећина.

### Природна добра
На територији општине Соколац налазе се пећина Под липом и Гирска пећина које спадају у природна добра прве категорије. Ове пећине налазе се на списку Завода за заштиту културно историјског и природног насљеђа Републике Српске. Поред њих на подручју Сокоца налазе се пећине Леденица, Лучица, Маћ, Одрлија, Грујића пећина и епска пећина Старине Новака.

#### Пећина Под липом
Пећина Под липом налази се у кнежинском засеоку Кадића Брдо. Устаљени назив међу локалним становништвом је пећина Подлипа. Први пут је систематски истражена 1991. године под вођством археолошкиње Зилке Кујунџић-Вејзлагић из Земаљског музеја у Сарајеву. У истраженим сондама пронађен је материјал који припада палеолиту. Испред пећине су пронађени остаци пећинског медвједа. На улазу у пећину Подлипу налази се јединствен приказ пећинске умјетности у Републици Српској. На локалитету пећине пронађени су остаци неандерталца стари 40.000 година.

#### Гирска пећина
Гирска пећина се налази на сјевероисточним падинама планине Озрен у соколачком селу Доње Гире. Гирска пећина представља хидролошки активну пећину изворског типа са пространим главним каналом и три споредна канала укупне дужине 1.300 метара. Основна вриједност пећине је у богатом пећинском накиту, који је остао очуван у изворном облику. Пећински стубови у главном каналу достижу пречник и до 3 метра, а канал је испуњен и саливима, коралним накитом, сталактитима и драперјем. Споредни канали су такође богати пећинским накитом, који је на појединим мјестима толико развијен да преграђује канале.

## Насељена мјеста
Подручје општине Соколац чине насељена мјеста:
Балтићи, Бањани, Бања Лучица, Барник, Бећари, Берег, Берковићи*, Бијела Вода, Бјеласовићи, Бјелосављевићи, Боровац, Брејаковићи, Буковик, Видрићи, Вранеши, Врапци, Вражићи, Врхбарје, Врховина, Врутци, Вукосављевићи, Газиводе, Горњи Драпнићи*, Горњи Калиманићи, Горњи Поретак, Грбићи, Гурдићи*, Доње Бабине, Доње Гире, Доњи Драпнићи, Доњи Калиманићи, Дрецељ*, Дуганчићи*, Ђедовци, Жљебови, Жуљ, Жунови, Заграђе, Имамовићи, Јабука, Јасик, Кадића Брдо, Калаузовићи, Каљина, Казмерићи, Клечковац, Кнежина, Колаковићи*, Кошутица, Крајшићи*, Крушевци, Крушево*, Кула, Кусаче, Кути, Мандра, Мангурићи*, Маргетићи, Медојевићи, Мељине, Милетци, Милетине, Мичиводе, Неправдићи, Нехорићи, Ново Село, Новосеоци, Озерковићи, Павичићи, Паржевићи, Педише, Пихлице, Побратци, Подкрајева, Подроманија, Прељубовићи, Принчићи, Пусто Село, Равна Романија, Ријећа, Рудине, Селишта, Сијерци, Смртићи, Соколац, Соколовићи, Точионик, Турковићи, Храстишта, Цврчићи, Чаварине, Читлуци, Џиндићи, Шахбеговићи, Шенковићи, Шашевци* и Ширијевићи.
Општина Соколац у цјелини је у саставу Републике Српске од њеног настанка.
Општина Соколац има 12 мјесних заједница са 95 насељених мјеста, у којима живи око 12.000 становника, са густином насељености од 17 становника/км², а од тога око шест хиљада живи у самом Сокоцу.

## Култура
У општини се налазе манастир Кнежина, манастир Соколица на Равној Романији и манастир Свете Тројице у Озерковићима.

## Спорт
Општина Соколац је сједиште фудбалског клуба Гласинац.

## Становништво

### Национални састав
|                      | 2013.           | 1991.           | 1981.           | 1971.           |
| Укупно               | 12 021 (100,0%) | 14 883 (100,0%) | 15 281 (100,0%) | 17 053 (100,0%) |
| Срби                 | 11 250 (93,59%) | 10 195 (68,50%) | 9 743 (63,76%)  | 11 006 (64,54%) |
| Бошњаци              | 671 (5,582%)    | 4 493 (30,19%)1 | 4 817 (31,52%)1 | 5 790 (33,95%)1 |
| Хрвати               | 29 (0,241%)     | 19 (0,128%)     | 57 (0,373%)     | 128 (0,751%)    |
| Непознато            | 19 (0,158%)     | –               | –               | –               |
| Неизјашњени          | 14 (0,116%)     | –               | –               | –               |
| Остали               | 11 (0,092%)     | 93 (0,625%)     | 123 (0,805%)    | 47 (0,276%)     |
| Муслимани            | 7 (0,058%)      | –               | –               | –               |
| Црногорци            | 6 (0,050%)      | –               | 42 (0,275%)     | 53 (0,311%)     |
| Југословени          | 5 (0,042%)      | 83 (0,558%)     | 486 (3,180%)    | 23 (0,135%)     |
| Босанци и Херцеговци | 3 (0,025%)      | –               | –               | –               |
| Словенци             | 2 (0,017%)      | –               | 1 (0,007%)      | –               |
| Босанци              | 2 (0,017%)      | –               | –               | –               |
| Македонци            | 1 (0,008%)      | –               | 6 (0,039%)      | 1 (0,006%)      |
| Украјинци            | 1 (0,008%)      | –               | –               | –               |
| Албанци              | –               | –               | 5 (0,033%)      | 3 (0,018%)      |
| Мађари               | –               | –               | 1 (0,007%)      | 2 (0,012%)      |

1. 1 На пописима од 1971. до 1991. Бошњаци су пописивани углавном као Муслимани.

## Политичко уређење

### Општинска администрација
Начелник општине представља и заступа општину и врши извршну функцију у Сокоцу. Избор начелника се врши у складу са изборним Законом Републике Српске и изборним Законом БиХ. Општинску администрацију, поред начелника, чини и скупштина општине. Институционални центар општине Соколац је насеље Соколац, гдје су смјештени сви општински органи.
Начелник општине Соколац је Страхиња Башевић испред Савеза независних социјалдемократа, који је на ту функцију ступио након локалних избора у Босни и Херцеговини 2024. године. Састав скупштине Општине Соколац је приказан у табели.

## Познате личности
- Халид Бешлић, пјевач севдалинки, народне и поп-фолк музике.
- Милован Бјелица — Цицко, српски политичар, бивши начелник општине Соколац и предсједник Општинског одбора Српске демократске странке Соколац.
- Данило Ђокић, учесник Народноослободилачке борбе и народни херој Југославије.
- Јово Јанковић, учесник Народноослободилачке борбе и народни херој Југославије.
- Александар Јевђевић, српски и босанскохерцеговачки позоришни и телевизијски редитељ и сценариста.
- Милан Јоловић Легенда, командант специјалне јединице Вукови са Дрине у саставу Војске Републике Српске, те касније и командант „72. специјалне бригаде” Војске Југославије.
- Ранко Ковачевић, српски епизодни глумац.
- Милош Копривица, српски кошаркаш.
- Алекса Крсмановић, пуковник Војске Републике Српске.
- Раде Мијатовић, оснивач општине Соколац и први њен предсједник.
- Старина Новак, српски народни хајдук.
- Винко Пандуревић, генерал-мајор Војске Републике Српске, те командант Зворничке пјешадијске бригаде у саставу Дринског корпуса ВРС.
- Миланко Реновица, друштвено-политички радник СФР Југославије и СР Босне и Херцеговине.
- Владимир Савчић — Чоби, српски музичар и глумац.
- Ђуро Тошић, српски историчар и академик АНУРС-а.
- Ђоко Шалић, српски кошаркаш.
- Милан Шарац, учесник Народноослободилачке борбе и народни херој Југославије.